# 中国人民解放軍海軍艦載航空兵部隊
中国人民解放軍海軍艦載航空兵部隊は中国人民解放軍海軍航空兵初の艦載航空兵部隊であり、遼寧省に駐留している